# Хавёнка (Воронежская область)
Хавёнка — посёлок в Панинском районе Воронежской области России.
Входит в состав городского поселения Панино.

## География
Посёлок находится на вершине балки Крутой лог, в которой устроен пруд, на расстоянии 6 км к северу от посёлка городского типа Панино, административного центра района.

### Часовой пояс
Посёлок Хавёнка, как и вся Воронежская область, находится в часовой зоне МСК (московское время). Смещение применяемого времени относительно UTC составляет +3:00.

## История
Основан во второй половине XIX века переселенцами из села Верхняя Хава. В 1900 году в посёлке было 39 дворов с населением 243 человека и одно общественное здание.

## Население
| 2000 | 2005 | 2010 |
| ---- | ---- | ---- |
| 46   | ↘45  | ↘11  |

## Улицы
В посёлке имеется одна улица — Майская.

## Известные уроженцы
- Чернышов, Анатолий Алексеевич (род. 1935) — советский электросварщик, Герой Социалистического Труда.